# 色 (仏教)
インド哲学における色（しき、梵: रूप rūpa）とは、一般に言う物質的存在のこと。原義では色彩（カラー）よりも、容姿、色艶、美貌をさしている。
仏教においては、色は重要な枠組みとして3つの文脈で登場する。
- 色蘊（rūpa-khandha） - 物質的存在として。世界すべての現象を分類することができる五蘊のひとつ。
- 色処（rūpa-āyatana） - 目から入ってくる情報。世界を認知する十二処、六境のひとつ。
- 名色（nāma-rūpa）- 「名前と形」もしくは「心と肉体」。十二因縁のひとつ。

## 色蘊
「色・受・想・行・識」の五蘊（ごうん）の一要素。物質的存在としての「色」は五蘊の一要素であり、いろ、形あるもの。認識の対象となる物質的存在の総称。一定の空間を占めて他の存在と相容れないが、絶えず変化し、やがて消滅するもの。

### 諸色無常
現世の色も、来世の色も、現世の色想（rūpa-saññā）も、来世の色想も、これらの両者は無常である。	
—パーリ仏典, 中部不動利益経, Sri Lanka Tripitaka Project
漢訳で「色」と訳されたサンスクリット語のルーパ（rūpa）は、「色彩」とともに「形」という意味も含んでいるため、「いろ」「かたち」で表現される物質的存在という意味が、すべて「色」という漢語の中に集約されている。最初は我々の肉体だけを指していたが、「変化して壊れゆくもの」「他物と同一空間を共有できないもの」「現象として顕現しているもの」などの意味をもち、現代の「物質」に近い概念となった。
『般若心経』においては、「色即是空 空即是色（色はこれ即ち空である。空はこれ即ち色である）」等の箇所に用いられている。

### 四大種
Katamañca bhikkhave, rūpaṃ: Cattaro ca mahābhūtā catunnañca mahābhūtānaṃ upādāya rūpaṃ.
比丘たちよ、いかなるものが色か。四大種、および四大種所造のもの。比丘たちよ、これらが色である。
—パーリ仏典, 相応部蘊相応 22-57 七処経, Sri Lanka Tripitaka Project 
四大種（mahābhūtānaṃ）には、地界、水界、火界、風界の４つの大色がある。四大種によって造られた、二次的派生の色のことを所造色、依止色（upādāya rūpa）という。
四大種には内なるものと、外なるものがあり、大象跡喩経では内なる四大種を以下と述べている。
- 地 - 内臓に固定されたもの。たとえば頭髪、体毛、爪、歯、皮膚、筋肉、腱、骨、骨髄など。[1].
- 水 - 体内の液状のもの。たとえば胆汁・疾・血・汗・脂肪・膏・唾液・鼻汁など[1]
- 火 - 体内で燃焼するもの。飲食によって消化されるもの。体温や老化や消化機能 [1]
- 風 - 体内で気体であるもの。呼吸系など[1]

依止色には、アビダンマッタ・サンガハによれば以下の24種類がある。
- 5つの浄色 - 目色・耳色・鼻色・舌色・身色
- 7つの境色 - 色（姿形）、声、香、味、および地、火、風（＝三大色）
- 2つの性色 - 女性、男性
- 1つの心色 - 心基
- 1つの命色 - 命根
- 1つの食色 - 段食
- 1つの分断色 - 虚空界
- 2つの表色 - 身表、語表
- 5つの変化色 - 色軽快性、色柔軟性、色適業性、および身・語の二表
- 4つの相色 - 色積集、色相続、色老性、色無常性

## 色処
十二処の一要素としての「色」は、視覚（眼、眼識）の対象のこと。この色 のほか、声（聴覚）・香（嗅覚）・味（味覚）・触（触覚）・法（心によって考察される存在全般）を合わせて六境とし、それぞれを知覚する器官である眼・耳・鼻・舌・身・意の六根と合わせて十二処と呼ぶ。また、六根・六境の諸要素が複合的に作用し合って現象が成り立つ場としての眼識界・耳識界・鼻識界・舌識界・身識界・意識界の六識と合わせて十八界と呼ぶ。
五蘊・十二処・十八界のそれぞれは、世界の構成要素の軸としてのカテゴリー（範疇）の区分の方法である（五蘊、十二処、十八界を合わせて三科と呼ぶ）。五蘊の「色」は、十二処・十八界の「眼、耳、鼻、舌、身、色、声、香、味、触」に対応する。
『般若心経』においては、「無色声香味触法（色・声・香・味・触・法は無である）」等の箇所に用いられている。
また、顕色（けんじき。「いろ」の意）と形色（ぎょうしき。「かたち」の意）の2種に分たれ、さらに以下の20種に分たれる。
|                       | 顕色 | 形色 |
| --------------------- | ---- | ---- |
| 1 青                  | ◯    |      |
| 2 黄                  | ◯    |      |
| 3 赤                  | ◯    |      |
| 4 白                  | ◯    |      |
| 5 長                  |      | ◯    |
| 6 短                  |      | ◯    |
| 7 方                  |      | ◯    |
| 8 円                  |      | ◯    |
| 9 高（凸形）          |      | ◯    |
| 10 下（凹形)          |      | ◯    |
| 11 正（規則的な形）   |      | ◯    |
| 12 不正（不規則な形） |      | ◯    |
| 13 雲                 | ◯    | ◯    |
| 14 煙                 | ◯    | ◯    |
| 15 塵                 | ◯    | ◯    |
| 16 霧                 | ◯    | ◯    |
| 17 影                 | ◯    | ◯    |
| 18 光                 | ◯    | ◯    |
| 19 明                 | ◯    | ◯    |
| 20 闇                 | ◯    | ◯    |

## 色禅
四色禅 (ruppihana)とは、三界の内の色界の禅定（ジャーナ）。
| 四禅                                                          | 初禅            | 第二禅                            | 第三禅                    | 第四禅                          |
| ------------------------------------------------------------- | --------------- | --------------------------------- | ------------------------- | ------------------------------- |
| 諸欲(Kāma) / 不善(Akusala)(性欲・拙劣な資質)                  | 捨断される      | 発生しない                        | 発生しない                | 発生しない                      |
| 尋(Vitakka)(認識対象把握)                                     | 伴う (有尋有伺) | 尋伺から解放される                | 発生しない                | 発生しない                      |
| 伺(Vicāra)(認識対象維持)                                      | 伴う (有尋有伺) | 尋伺から解放される                | 発生しない                | 発生しない                      |
| 喜(Pīti)(喜悦)                                                | 伴う            | 伴う                              | 消え去っている            | 発生しない                      |
| 楽(Sukha)(安楽)                                               | 伴う            | 伴う                              | 伴う                      | 捨離される 苦も楽もない         |
| 捨念清浄(Upekkhāsatipārisuddhi)(純粋、マインドフルな不苦不楽) | 発生しない      | 内面の安息を経て 精神が統一される | 捨（ウペッカー）かつ 正念 | 完全な正定 不苦不楽が達成される |